# Essé
Essé (bretonisch: Ezieg, Gallo: Eczaé) ist eine französische Gemeinde mit 1.028 Einwohnern (Stand: 1. Januar 2022) im Département Ille-et-Vilaine in der Region Bretagne; sie gehört zum Arrondissement Fougères-Vitré und zum Kanton La Guerche-de-Bretagne. Die Einwohner werden Esséens und Esséennes genannt.

## Geographie
Die Gemeinde Essé liegt an der Seiche, etwa 25 Kilometer südöstlich von Rennes. Umgeben wird Essé von den Nachbargemeinden Piré-Chancé im Norden, Boistrudan im Nordosten, Marcillé-Robert im Osten, Le Theil-de-Bretagne im Süden sowie Janzé im Südwesten und Westen.

## Bevölkerungsentwicklung
| Jahr          | 1962 | 1968 | 1975 | 1982 | 1990 | 1999 | 2006 | 2013 | 2020 |
| Einwohner     | 881  | 831  | 729  | 747  | 816  | 848  | 995  | 1122 | 1050 |
| Quelle: INSEE |      |      |      |      |      |      |      |      |      |

## Sehenswürdigkeiten
- Dolmen La Roche-aux-Fées, seit 1840 als Monument historique klassifiziert
- Kirche Notre-Dame-de-l’Assomption aus dem 17. Jahrhundert

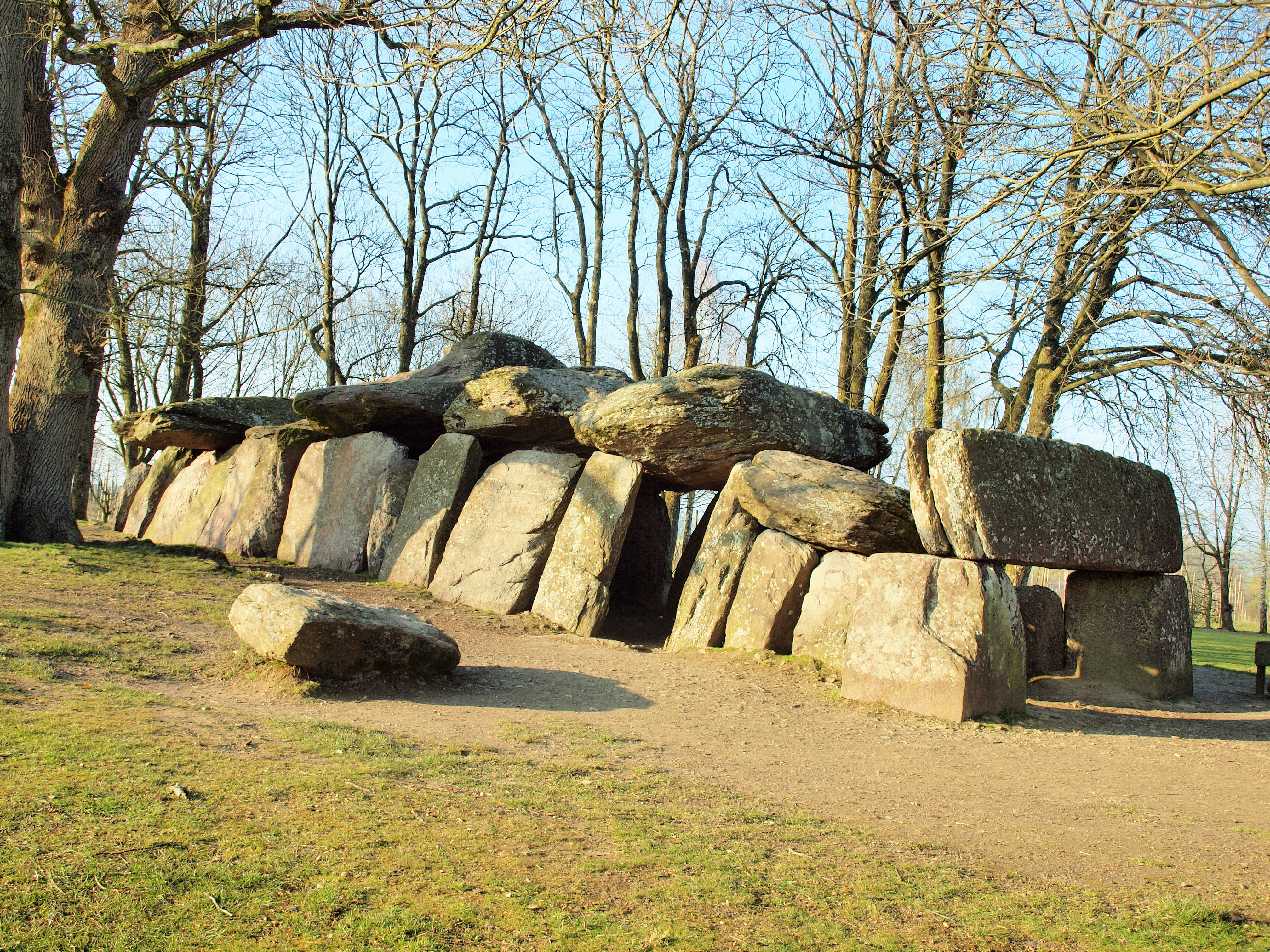
Dolmen La Roche-aux-Fées
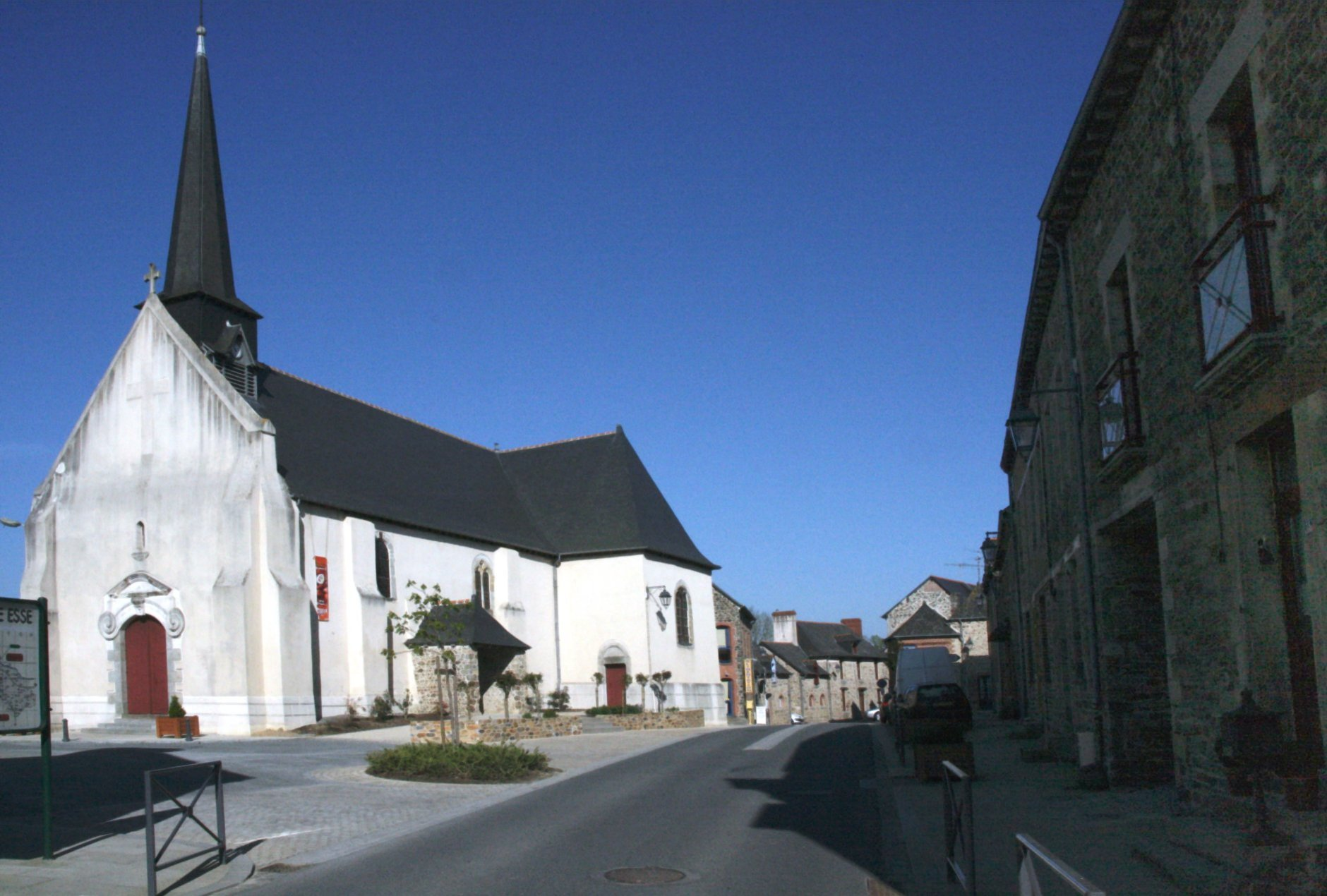
Kirche Notre-Dame-de-l’Assomption
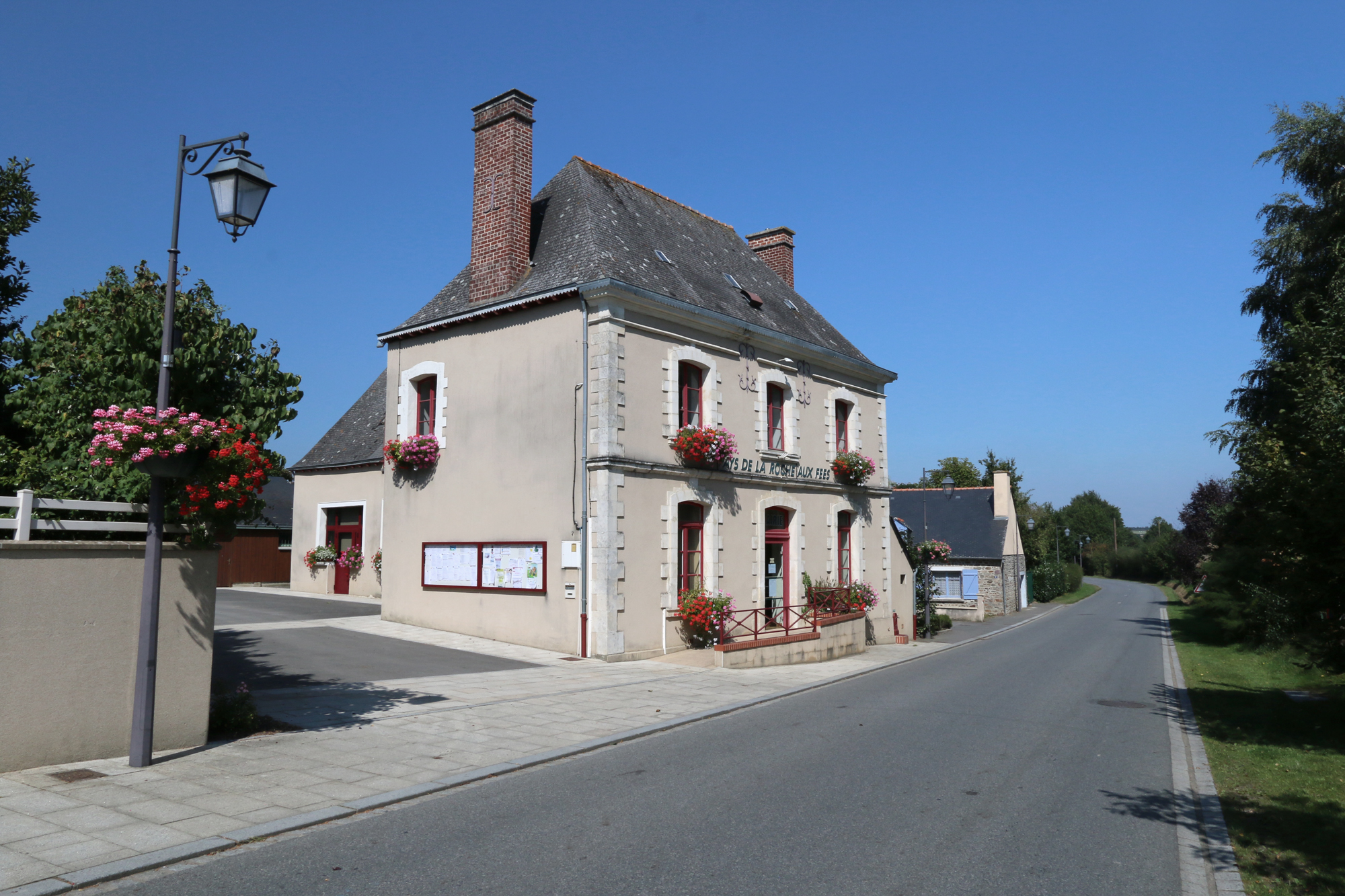
Rathaus (mairie)
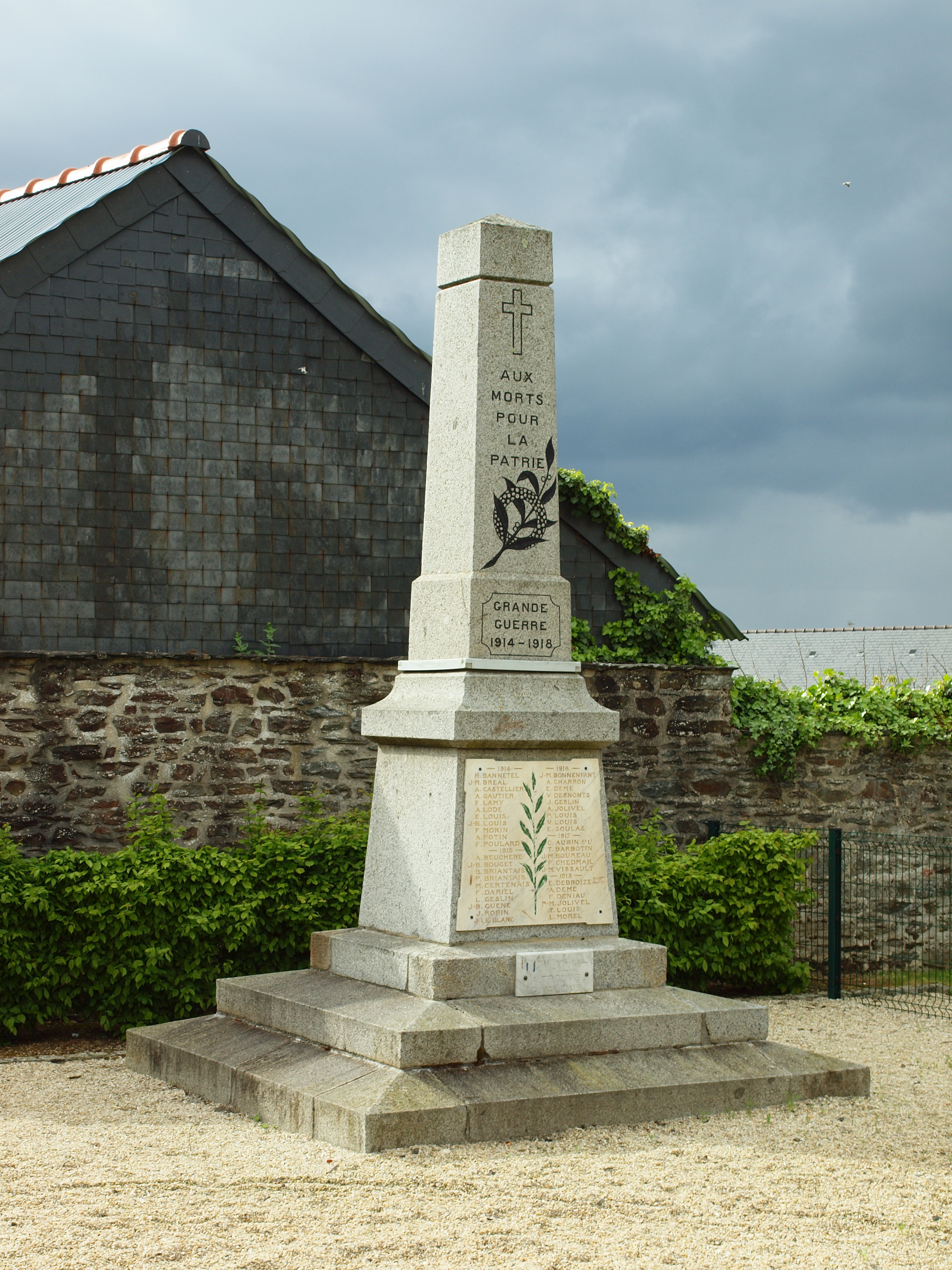
Gefallenendenkmal